# Concerto de U2 em Sarajevo
O concerto de U2 em Sarajevo foi feito no Koševo Stadium — situado em Sarajevo, capital da Bósnia e Herzegovina — no dia 23 de setembro de 1997 como parte da nona turnê musical da banda, PopMart Tour (1997–98), feita em suporte para o nono álbum de estúdio do grupo, intitulado Pop (1997). Este concerto fez do U2 o primeiro ato musical a apresentar-se no país desde o fim da guerra da Bósnia, ocorrida entre os anos de 1992 e 1995. A banda começou a se envolver com a cidade em 1993, durante a etapa europeia da turnê Zoo TV Tour (1992–93). Abordada pelo trabalhador humanitário estadunidense Bill Carter, que propôs em trazer a atenção para o cerco de Sarajevo, a banda realizou transmissões noturnas via satélite com os bósnios durante seus espetáculos. Estas associações foram alvos de críticas por parte de jornalistas, devido ao misturar entretenimento com a tragédia humana. Embora a guerra tenha feito com que o U2 fosse impossibilitado de visitar Sarajevo na época, eles prometeram, eventualmente, fazer um show na cidade. Depois do conflito terminar em novembro de 1995, que fez com que voltasse as visitas à Sarajevo, e com a ajuda de embaixadores das Organizações das Nações Unidas (ONU) e as tropas de manutenção da paz, o grupo marcou o concerto para 1997, que veio a acontecer em 23 de setembro daquele ano.
Para realizar o espetáculo em Sarajevo, a banda ofereceu um show beneficente ou um pequeno concerto; contudo, foi solicitado que o grupo fizesse uma apresentação completa da digressão PopMart Tour. Consequentemente, a performance destacou o palco extravagante da turnê, com a banda realizando um repertório típico da excursão. O concerto reuniu pessoas de diferentes etnias e que já haviam se enfrentado durante a guerra, e o serviço de trens foi retomado temporariamente para permitir que frequentadores de shows participassem da apresentação. Uma das canções interpretadas foi "Miss Sarajevo" (1995), escrita pela banda com o auxílio de Brian Eno que trata sobre um concurso de beleza realizado durante a guerra. Embora a banda tenha ficado descontente com a performance e o vocalista Bono tenha passado por dificuldades vocais, o concerto foi bem recebido e tem sido creditado como a melhoria de moral entre os bósnios. Os integrantes do grupo consideram o concerto como um de seus momentos de maior orgulho.

## Antecedentes

### Guerra em Sarajevo
A República Socialista Federativa da Iugoslávia foi composta de seis repúblicas: Bósnia e Herzegovina, Croácia, Eslovênia, Macedônia, Montenegro e Sérvia. Em 1991, a Croácia e a Eslovênia separaram-se da Iugoslávia. A Bósnia e Herzegovina — uma república com uma população constituída de descendentes de bósnios, croatas e sérvios — seguiu o exemplo das duas repúblicas em um referendo altamente controverso, causando tensão nas comunidades étnicas. Os sérvios, cuja estratégia era criar um novo estado sérvio da República Sérvia (RS) que incluísse partes do território da Bósnia e Herzegovina, cercaram Sarajevo com um exército militar de 18 mil combatentes entre as colinas circundantes, a partir das quais eles invadiram a cidade com armas que incluíram artilharias, morteiros, tanques, caminhões antiaéreos, metralhadoras pesadas, lança-foguetes e bombas aéreas. Entre 2 de maio de 1992 até o fim da guerra, que ocorreu em 1995, os sérvios bloquearam a cidade. As forças do governo bósnio, que eram formadas por cerca de 40 mil militares dentro da cidade sitiada, possuíam pouco equipamento e eram impossibilitadas de romper o cerco. O governo muçulmano da Bósnia foi capturado em Sarajevo pelo exército da República Sérvia, que tomou controle de cerca de 70% da Bósnia na época. Muitos cidadãos muçulmanos foram forçados a abandonarem suas casas em um processo de limpeza étnica. Mulheres e crianças que tentavam comprar comida foram frequentemente atingidos por armas vindas de militares sérvios e bósnios, numa tentativa de criar terror. Minas foram pintadas brilhantemente de vermelho e amarelo, na esperança de que as crianças fossem busca-las por curiosidade.

### Reação da banda
Em 1993, o U2 passou pela Europa durante a etapa "Zooropa" da turnê Zoo TV Tour. Antes de realizarem o concerto do dia 3 de julho de 1993 em Verona, na Itália, o grupo recebeu um fax da estação Radio-televizija Bosne i Hercegovine, que propôs uma entrevista à banda sobre a situação da banda. Os membros do grupo concordaram e encontraram-se com o trabalhador humanitário estadunidense Bill Carter, que atuou como correspondente estrangeiro da empresa, devido a restrições de viagens à Sérvia. Carter descreveu suas experiências em Sarajevo ajudando bósnios a sobreviver nas condições vitais perigosas da cidade. Bono, vocalista da banda, irritou-se ao saber que aqueles que viviam em abrigos improvisados na cidade tocavam música — incluindo canções da própria banda — em volumes altos para abafar o som das explosões. Enquanto estava em Sarajevo, Carter assistiu a uma entrevista concedida por Bono para a rede televisiva musical MTV na qual mencionou o tema da etapa Zooropa da digressão como uma "Europa unificada". Sentido que tal objetivo era vazio e ignorava a situação da Bósnia, Carter procurou Bono. Ele pediu para que o U2 fosse a Sarajevo para chamar a atenção da guerra e quebrar a "fadiga da mídia" que ocorreu antes de cobrir o conflito.
Bono concordou com o pedido de Carter sem perguntar ao resto do grupo e, quando informados da ideia, os outros membros deram apenas aprovação tácita. Eles consideraram brevemente fazer um show improvisado na cidade, com Bono sugerindo que eles tocassem no bunker onde Carter e seus amigos se esconderam durante o cerco, afirmando: "Mesmo que tudo o que consigamos seja alguma atenção extra para a Bósnia na MTV, isso é alguma coisa." A ideia fracassou quando perceberam que a logística de transporte de seus equipamentos para a cidade era inviável, já que o único caminho para Sarajevo era em um avião das Organizações das Nações Unidas (ONU). O empresário da banda naquela época, Paul McGuinness, percebeu que mesmo que o U2 conseguisse organizar um show, isso colocaria em risco suas vidas, do público e da equipe da turnê, explicando que "o esforço do U2 para discutir qualquer questão humanitária às vezes vinha acompanhado por um falso instinto de que eles também eram obrigado a resolver essa questão. Ir para Sarajevo me parecia cair nessa categoria. Acho que colocaria em risco as pessoas, colocar em risco a turnê e colocar em risco a banda." O baterista Larry Mullen Jr. temia que a mudança parecesse um golpe publicitário.

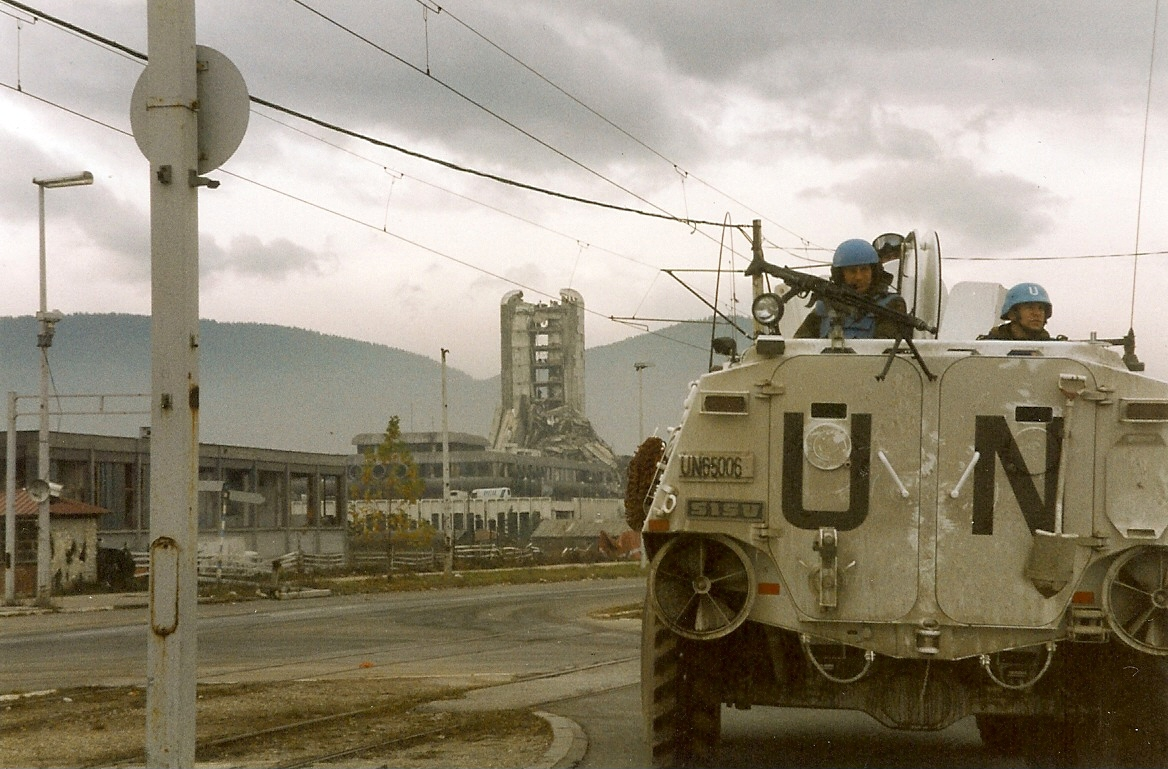
Sniper retratado em 1995. Durante a turnê Zoo TV, Carter teve que cruzar esta área para transmitir vídeo via satélite.

Em vez disso, o grupo concordou em usar a antena parabólica da turnê para conduzir transmissões de vídeo ao vivo de seus shows para Carter em Sarajevo. Carter voltou para a cidade e montou uma unidade de vídeo. A banda comprou uma antena parabólica para ser enviada para Sarajevo e pagou uma taxa de cem mil libras para ingressar na União Europeia de Radiodifusão (UER). Uma vez estabelecida, a banda começou a se conectar via satélite para Sarajevo quase todas as noites, a primeira das quais foi ao ar em 17 de julho de 1993 em Bolonha, Itália. Para se conectar com o satélite UER, Carter e dois colegas de trabalho foram forçados a visitar a estação de televisão de Sarajevo a noite e filmar com o mínimo de luz possível para evitar a atenção de atiradores e bombardeiros. Para chegar ao prédio, tiveram que atravessar uma área conhecida como "Sniper Alley".